# Гермс Ніль
Гермс Ніль (нім. Herms Niel; повне ім'я — Фердинанд Фрідріх Герман Нілебок, нім. Ferdinand Friedrich Hermann Nieleboc; 17 квітня 1888 — 16 липня 1954) — німецький композитор, автор численних маршів і пісень Другої світової війни. Віце-фельдфебель Імперської армії, оберфельдмайстер Імперської служби праці (звання, еквівалентне гауптману вермахту).

## Біографія
Після закінчення школи в 1902 році продовжив навчання у капельмейстера Адольфа Бюхнера. Потім грав у військових оркестрах. Грав на гобої та тромбоні. Під час Першої світової війни керував військовим оркестром 423-го піхотного полку. Після закінчення війни в 1918 році він звільнився з армії і до 1927 року і працював в якості податкового чиновника. У 1927 році став одним із засновників «Лицарського оркестру» в Потсдамі. Крім музики писав вірші.
1 травня 1933 року вступив у НСДАП (партійний квиток №2 171 788). При владі нацистів продовжував займатися музикою. Виконуючи трудову повинність, під контролем Імперської служби праці писав військові марші, які отримали широку популярність під час Другої світової війни. Зокрема йому належить авторство найвідоміших маршових пісень німецької армії — «Еріка», «Едельвейс» тощо.
20 квітня 1941 року Адольф Гітлер присвоїв музиканту звання професора.
Після війни жив у місті Лінген, де і помер в 1954 році.

## Твори
- Adlerlied
- Antje, mein blondes Kind
- Das Engellandlied (Текст Германа Ленса)
- Die ganze Kompanie
- Es blitzen die stählernen Schwingen
- Erika (Auf der Heide blüht ein kleines Blümelein)
- Es geht ums Vaterland
- Es ist so schön, Soldat zu sein, Rosemarie
- Edelweiß-Marsch (Es war ein Edelweiß)
- Fallschirmjägerlied
- Fliegerkuss
- Frühmorgens singt die Amsel
- Kamerad, wir marschieren im Westen
- Gerda — Ursula — Marie
- Hannelore Marschlied
- Heut´ sind wir wieder unter uns
- Heut’ stechen wir ins blaue Meer
- Heute muß ich scheiden
- Im Osten pfeift der Wind
- Im Rosengarten von Sanssouci
- In der Heimat steh’n auf Posten
- Jawoll, das stimmt, jawoll
- Liebling, wenn ich traurig bin…
- Marie-Mara-Maruschkaka!
- Matrosenlied
- Mein Bismarckland
- Rosalinde
- Rosemarie (Rosemarie, ich lieb' dich gar so sehr)
- Ruck Zuck
- Stuka über Afrika
- Schneidig ist die Infanterie
- Unsere Flagge
- Veronika-Marie
- Waltraut ist ein schönes Mädchen
- Wenn die Sonne scheint, Annemarie (Die Landpartie)

## Нагороди

### Перша світова війна
- Залізний хрест 2-го класу
- Прусський почесний військовий знак на біло-чорній стрічці (імовірно, 2-го класу)

### Міжвоєнний період
- Почесний хрест ветерана війни з мечами
- Німецький Олімпійський знак 2-го класу
- Медаль «За вислугу років у Імперській службі праці» 4-го ступеня (4 роки)
- Медаль «У пам'ять 1 жовтня 1938»

### Друга світова війна
- Медаль «За будівництво оборонних укріплень»
- Хрест Воєнних заслуг 2-го класу